# Frescati House

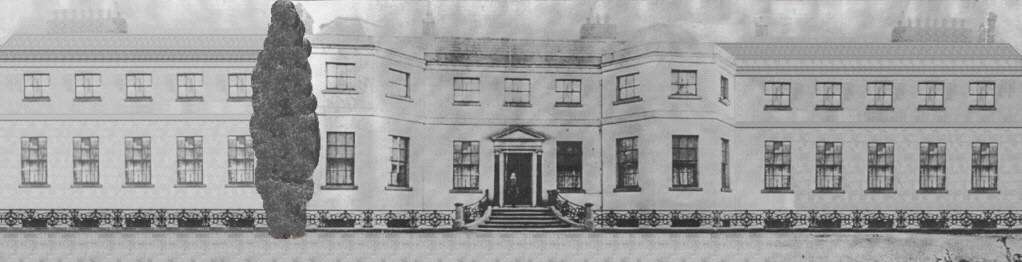
Impressão de Frescati House. Como outras estruturas georgianas, Frescati tem um desenho exterior muito simples, em contraste com um elaborado interior.

Frescati House (por vezes erradamente chamada de "Frascati") foi um palácio situado numa propriedade com o mesmo nome em Blackrock, Dublin, entre as montanhas e o mar. Durante o século XVIII, a cidade suburbana de Blackrock encontrou favores com o bem-fazer da Irlanda e desenvolveu-se como um elegante refúgio à beira-mar. A pequena nobreza da enevoada Dublin avançou para a região para abraçar o ar marinho. Foi por volta deste período que surgiram muitas villas marinhas em volta de Blackrock – Maretimo, Carysfort, Lios an Uisce e Sans Souci para nomear apenas algumas.

## Arquitectura e paisagismo
Ao contrário de muitas outras grandes casas, o exterior de Frescati House era austero, não se encontrando adornado com frontões ou pilastras. Para alguns, isso deu-lhe uma nobre simplicidade; para outros, parecia banal e isso prejudicou o processo de preservação. O seu exterior contrastava com o ricamente ornado e bem proporcionado interior. O interior era magnífico, com chaminés de mármore esculpido, muitos tectos refinados e estuques de alta qualidade. Existia ali uma célebre sala de livros, uma escadaria clássica de pedra com paredes medalhadas e uma sala circular com um tecto ogival. No longo parlour existia um tecto pintado por Riley, um aluno de Joshua Reynolds. Frescati ostentava o seu próprio teatro com colunas coríntias. 
Jacob Smith, que também trabalhou em Carton House e Russborough House, desenhou e dividiu os grandes jardins formais preenchidos com plantas e arbustos raros. O palácio ficava afastado da estrada por acres de bosques e parques, passando um ribeiro através dos seus campos. No jardim, também existia uma pequena piscina com água do mar. A portaria erguia-se próximo do local onde se situa actualmente a entrada do Blackrock Shopping Centre e as suas terras estendiam-se para o local onde hoje se situa a Sydney Avenue.

## História
Frescati House foi construida em 1739 para a família de John Hely-Hutchinson, o reitor do Trinity College.

### A duquesa
Na década de 1750, Hely-Hutchinson vendeu o palácio a James FitzGerald, 1º Duque de Leinster, o maior proprietário rural da Irlanda, o qual possuía terras por todo o Leinster. Frescati tornou-se numa das suas três residências principais, juntamente com Leinster House, em Dublin, e Carton House, no Condado de Kildare. Os FitzGerald passaram muito tempo em Frescati, especialmente no Verão.
Diz-se que quando a Duquesa de Leinster, Emily FitzGerald, viu Frescati se terá apaixonado pela propriedade.

### Ampliação e melhoramentos
Ao contrário do que com Carton House, os Fitzgeralds não encomendaram Frescati House, mas o seu entusiasmo por este palácio manifesta-se pelo facto de, na década de 1760, o terem ampliado e melhorado sumptuosamente. Diz-se que terão gasto 85.000 libras (equivalente, actualmente, a vários milhões de euros) no edifício. Triplicaram o seu tamanho, tendo-o dotado de alas laterais e janelas salientes para explorar as suas vistas marítimas. Foi nessa época que o palácio recebeu o seu nome, Frescati, uma deliberada corruptela do refúgio italiano de Frascati.

### Lord Edward FitzGerald

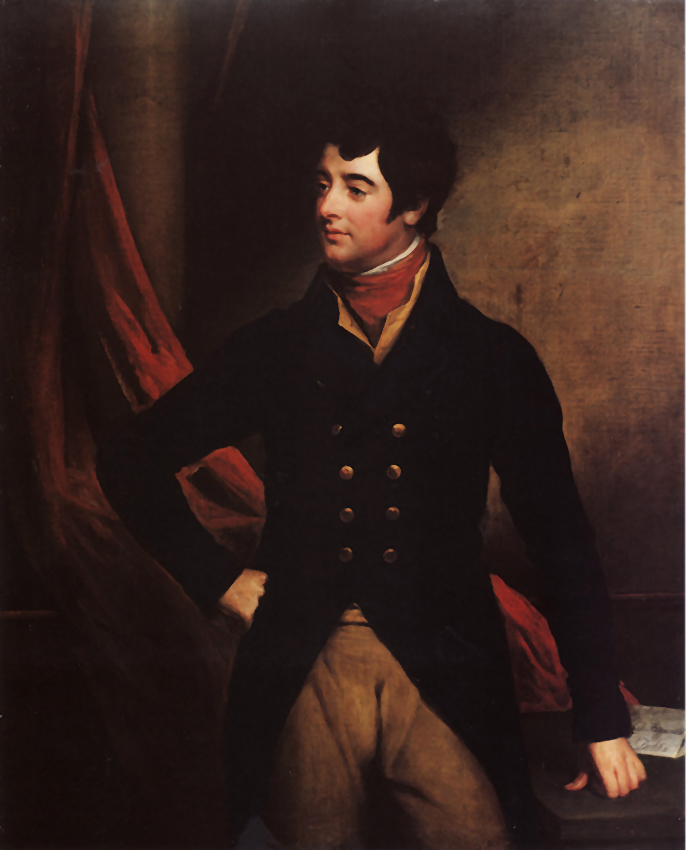
Lord Edward FitzGerald (1763–1798).

Frescati House foi o local de residência favorito de Lord Edward FitzGerald, um proeminente comandante da Sociedade dos Irlandeses Unidos. Era o quinto filho varão de Emily FitzGerald, Duquesa de Leinster, tendo passado nesta casa grande parte da sua infância. Emily vivia muito preocupada com a saúde dos seus filhos, pelo que estes passaram muito do seu tempo em Blackrock e foram ali educados. Emily tinha uma forte devoção pela obra Emílio, ou Da Educação, de Jean-Jacques Rousseau, a qual pregava a importância de lições práticas do mundo real em vez dum rígido livro de lições. Emily decidiu que Blackrock seria o lugar perfeito para praticar os ideais educacionais de Rousseau nos seus filhos. A duquesa, que não era estranha à extravagância, convidou o próprio Rousseau para Frescati para ser tutor dos seus filhos. Ele recusou, pelo que Emily acabou por contratar um tutor escocês. Diz-se que tutor, de nome William Ogilvie, terá trazido Emile à vida em Blackrock. Mais tarde, ela chocou e escandalizou a sua família ao casar com Ogilvie seis semanas após o falecimento do seu marido. 
Lord Edward casou com a sua esposa, Pamela, em Tournai, em Dezembro de 1792. Depois de passar algum tempo em Hamburgo, o casal foi para Frescati em 1793. Estes, raramente tiveram um lar permanente durante o tempo que estiveram juntos, devido ao envolvimento de Lord Edward FitzGerald com a Sociedade dos Irlandeses Unidos. Pamela, que se acreditava amplamente ser filha ilegítima de Luís Filipe II, Duque d'Orleães, parece ter tido uma personalidade misteriosa e complicada. Ela foi descrita como "elegante e envolvente no mais alto grau" e como tendo um "gosto judicioso nos seus comentários e curiosidades". Ela nunca perdeu a confiança no seu marido no decorrer dos acontecimentos efervescentes que tiveram lugar um após outro. Na época, a Bretanha estava muito cautelosa em relação à onda de acontecimentos ocorridos em França. Por essa razão, a família de Lord Edward desejou que a sua ligação com a família Orleães fosse mantida em segredo. Frescati House serviu como cenário a alguns encontros-chave da Sociedade dos Irlandeses Unidos. Thomas Paine, o autor de The Rights of Man, visitou Lord Edward em Frescati House. Lord Cloncurry, que viveu próximo, em Maretimo, também era uma visita frequente da casa. 
Segue-se uma passagem duma carta que FitzGerald escreveu à sua mãe em 1793: 

Esposa e eu chegamos para nos instalar. Chegámos na última noite, levantámo-nos para um delicioso dia de Primavera, e estamos agora a desfrutar da pequena sala de livros, com as janelas abertas, ouvindo os pássaros, e o lugar parecendo belo. As plantas na passagem estão mesmo molhadas: e com a porta de passagem aberta a sala parece-se com uma estufa. Pamela compôs quatro belas jarras de flores, e está agora a trabalhar no seu quadro, enquanto eu escrevo à minha querida mãe; e sobre as duas pequenas estantes estão seis jarras de belas auriculas, e eu sento-me numa janela saliente com todas estas prazerosas sensações que o bom tempo, o belo lugar, os pássaros cantores, a bela esposa e Frescati me dão.

Quando ele regressou à casa, em 1797, escreveu: 

Não lhe consigo dizer como fiquei feliz por rever este lugar. Num momento voltei atrás no tempo; cada arbusto, cada esquina, cada lanço da casa tem uma pequena história em si. O clima está agradável e o lugar parece belo. As árvores estão todas tão crescidas e abrigam um milhar de belos pontos, os quais perto do mar nesta estação são muito agradáveis. Os pássaros cantam, as flores desabrocham, e fazem-me por momentos esquecer o mundo e tosas as vilanias e tiranias que se passam nele.

Um encontro crucial ocorrido em Frescati no dia 24 de Fevereiro de 1798 teve um resultado directo; os planos revolucionários de Fitzgerald foram denunciados por Thomas Reynolds. Em Março desse ano, a Sociedade dos Irlandeses Unidos tinha sido infiltrada por espiões. Nessa época, foram presos membros da comissão Leinster. Lord Edward Fitzgerald escapou e saiu em fuga. No entanto, um informante, atraído por uma recompensa de 1.000 libras, foi responsável pela sua detenção na Thomas Street, em Dublin, no dia 19 de Maio. Lord Edward atirou num dos seus atacantes na sua tentativa de fuga, mas foi atingido por um tiro durante o processo. Faleceu mais tarde, devido às feridas não tratadas, na Newgate Prison, no dia 4 de Junho. A maior atarcção histórica de Frescati está ligada à sua associação com este popular herói irlandês.

### Era Vitoriana
Mais tarde, Frescati House esteve, brevemente, na posse de Sir Henry Cavendish, Recebedor-Geral para a Irlanda. Durante algum tempo, alojou a escola de rapazes do Reverendo Craig, a qual teve início em 1804. Esta escola preparava alunos para o Trinity College, de Dublin, e enfatizava valores anti-papistas (anti-católicos), muito ao contrário das crenças de Lord Edward. Nesta época, várias lareiras importantes foram removidas. De acordo com o livro de Gerald Campbell, intitulado Edward and Pamela Fitzgerald, Lady Campbell (filha do casal) procurou duas delas para casas na Merrion Square. Os cinco estábulos (que estavam situados antes da curva do actual Frescati Park) foram convertidos em casas. A família Craig vendeu as casas na década de 1850.

### O início do século XX e o desenvolvimento
No século XX, foram construídos desenvolvimentos residenciais na propriedade de Frescati, assim como o Frescati Park. O Frescati Park incorporou parcialmente o Stable Lane, pelo que as casas-estábulo foram demolidas para lhe dar lugar. Foi construído no bosque em volta de Frescati e compreendia casas com janelas salientes, espelhando as de Frescati House. Quando a Casa Lisalea foi demolida, as suas terras foram incorporadas na Herdade de Frescati.

### O início do fim
A morte de Frescati começou no final da década de 1960, quando especuladores adquiriram a propriedade aos McKinleys. Ainda restava uma parte substancial dos campos de Frescati. Mesmo depois das terras terem sido adquiridas para a via férrea dupla de Blackrock, o palácio reteve, pelo menos, 7 acres (28.000 m2). No final da década de 1960, a Dún Laoghaire Corporation adquiriu terras em Frescati para construir uma variante. Ao mesmo tempo, Frescati House e as suas terras foram planificadas para o desenvolvimento comercial. Isto significava um alto potencial financeiro para as terras. Em 1970, Frescati havia caído nas mãos da "Frescati Estates Limited", uma companhia controlada pelos directores e proprietários dos Roches Stores. A casa no extremo da ala este continuou a ser ocupada durante alguns anos, e parecia em boas condições quando o resto da casa já estava entaipada. Os novos proprietários procuraram permissão de planeamento para demoli-la. Esta foi rapidamente concedida, desde que garantissem que essa permissão tinha como fim a construção no local. Os Roches Stores controlavam a Herdade de Frescati. Foram planeados para o local uma loja de departamentos, um bloco de escritórios, um hotel e um parque automóvel.

### A luta para preservar Frescati

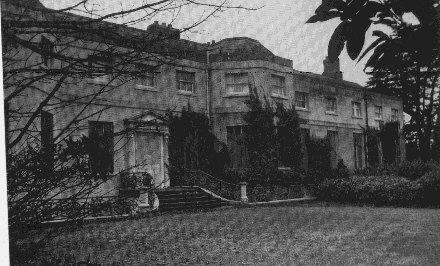
Frescati House entaipada depois da compra pela direcção da Roches Stores.

Quando as propostas se tornaram públicas, em 1971, foram feitas objecções pelos ambientalistas. Uma reunião marcada para discutir a futura Frescati na Câmara Municipal de Blackrock foi bem recebida. Emergiram vários grupos em oposição à sua demolição. Alguns habitantes locais formaram uma organização chamada Frescati Preservation Society. Desmond FitzGerald actuou como presidente e Marie Avis Walker defendeu a causa no seu papel de secretária. Os Roches Stores estavam preparados para reter apenas um único tecto estucado, o qual deveria ser conservado num hall memorial anexado à loja. Políticos locais juntaram-se à causa "Save Frescati" de forma oportunista, já que o bem-estar do palácio se tornou numa questão importante para os ambientalistas. Uma vez que a permissão para demolir o edifício já fôra dada com a condição de ser planeada uma construção para o local, a campanha focou os seus esforços na tentativa de evitar que essa permissão de planeamento fosse concedida.
Os Roches Stores ameaçaram processar a Dún Laoghaire Corporation por 1,3 milhões de libras, uma grande quantia para a época, apesar da opinião jurídica de que tal alegação nunca poderia ser fundamentada. No entanto, disseram que retirariam esta alegação se lhes fosse permitido derrubar as alas. A Dún Laoghaire Corporation apresentou uma proposta à consideração que previa a demolição das alas e a integração da Sala Pillar na parte que seria mantida. Isto foi rejeitado pelos ambientalistas. Vários grupos a favor da conservação, incluindo o An Taisce, o Bord Fáilte, o National Monuments Advisory Council, a Old Dublin Society, o Arts Council of Ireland e a Irish Georgian Society, assinaram uma objecção formal rejeitando qualquer proposta por parte da Dún Laoghaire Corporation que permitisse a demolição de qualquer parte de Frescati. Várias companhias ofereceram-se para comprar o palácio, comprometendo-se a desenvolver as terras enquanto preservavam Frescati. Uma dessas companhias queria queria erguer um empreendimento residencial nos terrenos restantes que integrariam uma Frescati restaurada. Todas estas ofertas foram recusadas. 
Os ambientalistas temiam que os Roches Stores tentassem demolir o palácio ilegalmente. Quando vigilantes locais detetaram um camião carregado de alvenaria do edifício, alertaram a Dublin Corporation, a qual enviou um inspector de habitação. Tendo conseguido acesso ao palácio, encontraram o arquitecto do centro comercial com alguns trabalhadores, tendo constatado que alguns pavimentos haviam sido removidos. O arquitecto afirmou que estavam "apenas a levantar tábuas de pavimento e vigas". Não existiam razões aparentes para que se empreendessem tais trabalhos na casa. De qualquer forma, não lhes foi permitido executar qualquer trabalho de qualquer tipo na casa. O inspector de habitação sublinhou isto. 
Preservar Frescati provou ser uma batalha difícil. A campanha continuou, envolvendo várias e longas batalhas judiciais e petições. Uma historiadora, no Trinity College, preparou uma tese de mestrado baseada na situação de Frescati. Foi-lhe perguntado em tribunal como se sentia face à possibilidade de destruição das alas de Frescati. "violentamente", respondeu ela, "é vandalismo. O que mais poderia alguém dizer da destruição de coisas boas deixadas pelos nossos antepassados, as quais foram construídas para durar?"Uma petição foi apresentada em tribunal, contendo milhares de assinaturas da Irlanda e do estrangeiro. Foi alegado que Frescati House era estruturalmente sólida, mas que muitas obras tinham que ser feita no interior. A "Princesa" Mariga Guinness, da Irish Georgian Society, disse que tinha vários pedidos de pessoas que queriam viver em Frescati. Acrescentou, ainda, que tinha visto edifícios como a Embaixada Britânica e a Holy Cross, que se encontravam em muito pior estado, restaurados.
Marie Avis Walker explorou uma lacuna jurídica, que tinha sido previamente exposta por alguém que, no início da década de 1970, tinha apresentado um pedido de autorização para construir "uma pequena cabana feita de barro e acácias", nove filas de feijão e uma colmeia para abelhas", na ilha de Innisfree. Esta aplicação foi rejeitada por decisão do Conselho do Condado de Sligo, o qual alegou que isso iria dificultar serviços públicos. Quando Marie Avis Walker fez uso da lacuna, teve mais sucesso. Foi-lhe concedida permissão de planeamento para a construção dum centro comercial, na qual Frescati House era mantida na sua totalidade. Os promotores ficaram preocupados com a possibilidade dela conseguir fazer isso, apesar de não ser proprietária das terras. a lei foi alterada como um resultado directo disto, não sendo actualmente possível pedir permissão de planeamento pata terrenos dos quais não se é proprietário. Este acontecimento foi importante por uma outra razão: apesar de Marie Avis Walker ter provado que o centro comercial e Frescati House podiam co-existir, os Roches Stores rejeitaram a possibilidade, demonstrando assim a sua oposição à preservação de Frescati.
Uma vez que a disputa continuou, o palácio foi-se deteriorando rapidamente. Valiosos elementos do interior, como lareiras, foram removidos. Foi roubado chumbo do telhado, o que levou à danificação dos estuques. A direcção dos Roches Stores mostrou-se relutante em despender dinheiro para proteger um edifício que queria demolir. A corporação foi parcialmente culpada, pois não substituiu apropriadamente o muro que havia demolido para facilitar a nova estrada. Isso deixou os campos de Frescati abertos e não foi tomada qualquer atitude contra as pessoas que foram danificando o edifício. Não foram empreendidas obras de reparação no edifício, o qual ficou ao abandono. O agravamento do estado do palácio foi um dos factores que tornou a sua destruição inevitável.
No início da década de 1980, o An Bord Pleanála concedeu, finalmente, permissão para que as alas de Frescati House fossem demolidas. Em 1981, o palácio foi espoliado das suas alas; estas constituíam setenta por cento do edifício. As condições que apelavam para o restauro do resto da casa foram posteriormente ignoradas. Quando as alas foram demolidas, nada foi feito para escorar o resto do palácio. Apesar disso, o edifício ainda era estruturalmente seguro. A corporação tinha argumentado que o desenvolvimento proposto era inadequado para a área. Uma vez que os Roches Stores haviam concluído a sua loja de departamentos, os ambientalistas não tinham base legal para que os sustentasse, pois a permissão para demolir a estrutura era efectiva já que a permissão para desenvolver o lugar tinha sido concedida. Tornaram-se relutantes em negociar com os ambientalistas. Os Roches Stores declararam que Frescati estava "para além do restauro". Marie Avis Walker chamou a atenção a Embaixada Britânica, na Merrion Square, cujo edifício havia sido restaurado depois de ser consumido pelo fogo.

### O fim
Nesta fase, era claro que a tentativa de preservar Frescati estava perdida. Em 1982, a corporação tentou obter uma liminar no Supremo Tribunal para compelir os Roches Stores a restaurar o resto do palácio de acordo com as condições de planeamento. O juiz, Sr. Justice O’Hanlon, criticou ambos os lados pela situação que havia permitido o empreendimento. A corporação havia falhado tanto ao assegurar que o edifício vazio fosse mantido em boas condições de conservação como ao fazer aplicar a lei sobre os Roches Stores. Não haviam tomado medidas eficazes face à recusa dos promotores em respeitar o compromisso de manter a casa e gastar 20.000 libras em reparações essenciais. O Sr. Justice O’Hanlon concluiu que a situação tinha ido para além do ponto de retorno e que não era viável, nesta fase, restaurar Frescati. Aqui fica a citação do seu julgamento final: 

Parece-me que os promotores têm estado completamente indiferentes, ou talvez tenham mesmo dado as boas-vindas, a esta deterioração no estado do edifício, e não fizeram virtualmente nada para alterar isso. Sinto que os promotores mostraram um completo desrespeito pelas obrigações morais que surgiram no decurso da sua negociação com a corporação ou com as aplicações de planeamento; mas também sinto que a corporação foi extremamente omissa no exercício de quaisquer poderes estatutários que estavam ao seu alcance para lidar com a situação.

No dia 4 de Novembro de 1983, nas primeiras horas da manhã, a estrutura de Frescati foi arrasada até ao chão, terminando assim uma campanha que durara quase treze anos. Duas escavadoras completaram o trabalho calmamente e nem um único manifestante mostrou interesse em dificultar a demolição, apesar de alguns terem comparecido no local para observar a demolição. Alguns dos bambus, que haviam sido plantados em 1784 por Lord Edward a partir de rebentos que trouxera de Santa Lúcia, nas Caraíbas, ainda estavam ali. Caçadores de recordações chegaram para esquadrinhar os escombros, os quais foram deixados in situ até às dez horas da manhã. Então, os restos foram foram recolhidos em camiões e despejados em Ringsend. O fim de Frescati foi resumido numa carta de Aidan Kelly, a qual foi publicada no jornal Irish Independent: 

Suavemente, muito antes do amanhecer de Inverno, o monstro amarelo investiu contra a fachada cinzenta. Um solitário corvo agitou-se nas altas faias da vizinhança, incomodado pelo implacável rosnado dos poderosos motores. Em baixo para além do riacho, o que resta do seu jardim ornamental, algumas sumptuosas folhas de bambu tremem à brisa da noite. Um poderoso braço empurrou o edifício. Não houve barulho, nem mesmo um estrondo. A alvenaria caiu com um sussurro e um silvo de poeira saiu das paredes cobertas de hera, para embater no musgo. Dentro duma hora, Frescati já não existia.
Muito tempo depois, na monótona luz da manhã de Novembro, os primeiros compradores passaram junto, envolvidos nos mundo das suas próprias preocupações. Não notaram nada. Talvez as nossas pequenas e egoístas mentes, as nossas furtivas vias irlandesas, a nossa resposta rápida para virar a moeda, nunca pudessem compreender a nobreza natural e grande sinceridade do homem [Lord Edward Fitzgerald]! O seu progressivo reconhecimento da total injustiça do comportamento da aristocracia para com a Irlanda, é algo que o irlandês nunca teve a grandeza de mente para valorizar. Na mente irlandesa, este homem galante sempre foi um patriota menor. Agora podem ter rolado um pedregulho, e ter-lhe aplicado uma placa! Quão rapidamente se pode acrescentar um insulto a uma injúria, e não sabemos se fizemos isso.

## O rescaldo
Depois da demolição de Frescati, os Roches Stores deixaram de existir. Os armazéns triplicaram em tamanho e tornaram-se conhecidos como Frascati Shopping Centre. Um novo centro comercial foi construído no lugar oposto ao de Frescati House e abriu apenas dois anos depois. Como forma de compensação pela perda de Frescati, a Frescati Estates Limited concordou em doar perpetuamente uma bolsa de estudo no University College Dublin com a soma de 50.000 libras, para ficar conhecida como Lord Edward Fitzgerald Memorial Fund. Os Roches Stores colocaram uma pedra de granito, na qual foi aplicada uma placa de bronze, ao lado da entrada. A placa presta homenagem a Lord Edward FitzGerald, apesar da inscrição conter imprecisões factuais, e mencionar que ele "viveu em Frascati (sic) House". Actualmente, o pedregulho ergue-se à direita da entrada pedestre do centro comercial, mas crescem frequentemente sebes à sua frente, tornando-se dificilmente visível aos olhos dos transeuntes. 
O riacho Frescati, como era chamado, está agora coberto sob o parque automóvel, emergindo novamente no Blackrock Park. O túnel original, erguido por Emily para trazer água do mar para Frescati, permanece até hoje. O seu paradeiro está bem guardado em segredo, tendo sido bloqueado. Em tempos de ameaça de ataques inesperados pela Milícia da Coroa vinda do Dublin Castle, o curso do riacho bem podia ter formado uma rota de fuga. 
Podem notar-se blocos de granito isolados que parecem deslocados de lugar no parque de estacionamento. Em tempos, estes pertenceram ao palácio. Os restos de Frescati House estão, agora, dispersos e difíceis de encontrar. Os parapeitos em ferro forjado foram roubados por viajantes que ocuparam o lugar e derretidos como metal de sucata. Alguns fragmentos de estuque permanecem em segurança, guardados pelos ambientalistas. Ironicamente para os ambientalistas, poderia ter sobrevivido mais do palácio se tivesse sido permitido aos Roches Stores avançar com a demolição em 1971. O tecto estucado que eles originalmente se propunham conservar está agora destruído. 
Devido à pressão dos ambientalistas, uma casa vizinha, St Helens, foi declarada Monumento Nacional. Depois disso, a casa foi remodelada de forma a albergar um hotel de cinco estrelas, o Radisson SAS Hotel. As lições aprendidas com Frescati têm sido usadas por todo o lado. Logo depois da demolição de Frescati, centenas de casas na zona foram listadas para preservação, como reacção directa. O caso Frescati foi considerado na fase final do Architectural Heritage (Inventário Nacional) e Historic Monuments (Disposições Diversas) Bill, 1998, e, como resultado, edifícios com importância cultural contam agora com muito maior protecção. O grande grau de negligência que Frescati sofreu foi uma chave táctica dos promotores. Recentemente, foi introduzida legislação segundo a qual os proprietários de edifícios históricos podem ser punidos por negligência com termo de prisão ou com uma multa que pode chegar a um milhão de libras. Esta legislação foi aplicada quando a Archer’s Garage, na South City, um edifício classificado, foi demolido ilegalmente em Dublin. Os promotores concordaram em reconstruir a Archer’s Garage, encontrando-se agora reedificada.

## Blackrock depois de Frescati
Blackrock é uma área residencial de gama alta. A pressão para se obterem terras destinadas ao desenvolvimento urbano resultaram na demolição de muitas casas antigas; Maretimo, Dawson Court, The Grove, Mount Merrion House, The Elms, Laural Hill, Fitzwilliam Lodge, Talbot Lodge, Frescati Lodge, Woodville, Carysfort Lodge, Avoca House, Lisalea, Ardlui, Linden Castle e Yankee Terrace (uma rua com cerca de 10 pequenos chalés do século XIX). Nenhum destes edifícios constitui uma perda à escala de Frescati. 
Blackrock tem mudado muito desde a morte de Frescati House. A variante de Blackrock tem alterado as características da zona. Existe uma atmosfera vibrante na povoação, a qual é dominada por cafés, pubs e boutiques. 
Frescati House foi o último edifício significativo ligado à rebelião de 1798. O curso da metamorfose de Blackrock tem sido descrito pelo seu residente desde há muito tempo, a comediante Rosaleen Linehan. Nas suas próprias palavras: "Longa vida Blackrock. Nostalgia auto-perpetuando-se. Sem dúvida, em quarenta anos as pessoas estarão lamentando a perda do Roches Centre com todos os seus outlets e a sua substituição por uma falsa versão de Frescati House".